# Lachnaia paradoxa
Lachnaia paradoxa — вид листоїдів з підродини клітріних. Зустрічається в Алжирі, Марокко та на півдні Іспанії.

## Вариетет
- Lachnaia paradoxa var. vicina (Lacordaire, 1848)